# 1998 AN
1998 AN är en asteroid i huvudbältet som upptäcktes den 5 januari 1998 av den japanska astronomen Takao Kobayashi vid Ōizumi-observatoriet.
Asteroiden har en diameter på ungefär 7 kilometer.